# Carmen Laforet Díaz

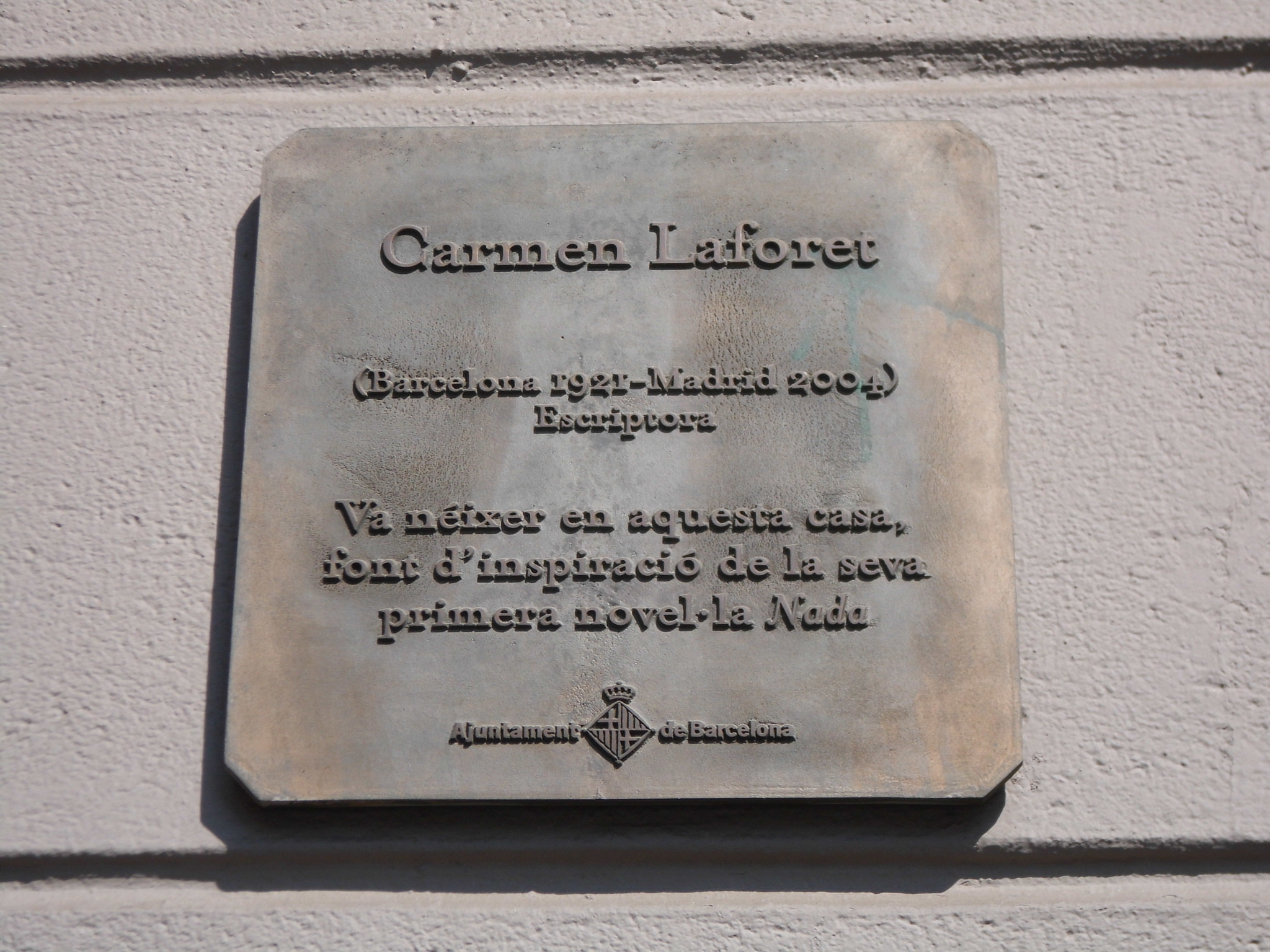
Placa commemorativa en la casa natal al carrer Aribau, 36

Carmen Laforet Díaz   (Esquerra de l'Eixample, 6 de setembre de 1921 - Majadahonda, 28 de febrer de 2004) va ser una escriptora catalana en llengua castellana.

## Biografia
Nascuda al carrer d'Aribau, de Barcelona, va ser filla de l'arquitecte Eduardo Laforet i de la mestra Teodora Díaz. Quan tenia dos anys la família va traslladar-se a Las Palmas de Gran Canaria, on van néixer els seus germans. Pel seu ambient familiar, va tenir accés a la lectura i es va iniciar ben aviat en el món de la literatura. Acabada la guerra civil, amb divuit anys, va tornar a Barcelona, es va instal·lar a casa de la seva àvia i va matricular-se a la Facultat de Filosofia i Lletres de la Universitat de Barcelona.
El 1940 va publicar els seus primers contes al setmanari Mujer de Santander, i el 1942 va instal·lar-se a Madrid, on va començar la carrera de Dret, tot i que el canvi de direcció en la carrera acabaria portant-la, al capdavall, a la literatura. El 1944, quan encara era una escriptora desconeguda, va guanyar el primer premi Nadal amb Nada, una novel·la realista, en la qual descriu un ambient de postguerra on no passava res, un retrat d'una Barcelona devastada, que va deixar la població en la misèria i amb les ferides encara obertes de la guerra. El llibre va rebre elogis dels principals literats del moment com Juan Ramón Jiménez, Azorín, Francisco Ayala i Miguel Delibes, i Laforet es va convertir en un model per als escriptors de novel·la social. A més, va rebre el premi Fastenrath, que va donar-li encara més ressò i va fer que les edicions del llibre s'esgotessin ràpidament.
Entre 1952 i 1970 va publicar diversos llibres de novel·la, entre els quals destaquen La isla y los demonios (1952) i La mujer nueva (1955), amb la qual va rebre el Premi Nacional de Literatura, relats i contes, així com llibres de viatges. Tanmateix, aquests llibres no van tenir tanta repercussió com la seva primera novel·la, raó per la qual a partir del darrer any no va publicar res durant gairebé mig segle. No és fins al 2003, quan va publicar Puedo contar contigo, un epistolari amb Ramón J. Sender i el 2004, la novel·la Al volver la esquina, que havia escrit originalment en la dècada de 1970 i que ambientava en la de 1950.
Es va casar amb el periodista i crític literari Manuel Cerezales, amb qui va tenir cinc fills. Es van separar l'any 1970.
El 2024, va passar a donar nom a la Biblioteca Vilapicina i la Torre Llobeta.

## Obres
- Nada (1945), novel·la
- La isla y los demonios (1952), novel·la
- El piano (1952). Madrid: Rollan
- La llamada (1954), inclou quatre relats
- La mujer nueva (1955), novel·la
- Un matrimonio (1956), novel·la.
- Gran Canaria (1961), guia turística
- La insolación (1963), novel·la
- Paralelo 35 (1967) Barcelona: Planeta, llibre de viatges.
- La niña y otros relatos (1970), relats
- Artículos literarios (1977). Eastbourne: Stuart-Spencer Publications, recopilació d'articles.
- Mi primer viaje a USA (1981), assaig.
- Rosamunda. Cuento. A Cuentos de este siglo. Encinar, Ángeles (ed.). Barcelona: Lumen S.A., 1995, pp. 73-78.
- Al colegio. Cuento. A Madres e hijas. Freixas, Laura (ed.). Barcelona: Anagrama, 1996. Cuentos.
- Puedo contar contigo (1965-1975) (2003), epistolari amb Ramón J. Sender
- Al volver la esquina (2004), novel·la pòstuma. Continua la història de La insolación.
- Carta a don Juan (2007), recopilació de tots els seus relats curts.
- Romeo y Julieta II (2008), recopilació dels seus relats amorosos.

## Premis
- Premi Nadal (1944, per la novel·la Nada).
- Premi Fastenrath (1948, Nada).